# Види радіовипромінювань
Міжнародний телекомунікаційний союз використовує міжнародно врегульовану систему класифікацію частот радіосигналів. Кожен тип радіо випромінення класифікується відповідно до смуги пропускання сигналу, методу модуляції, природи сигналу модуляції, і типу інформації, що передається за допомогою несучого сигналу. Ця класифікація основується на характеристиках сигналу, а не передавача, який може використовуватись.
Випромінюючий сигнал позначається у вигляді BBBB 123 45, де BBBB це смуга пропускання сигналу, 1 це літера, що позначає модуляцію, яка використана в основному носії сигналу (не включаючи ніякі піднесучі сигнали, тому, наприклад, FM стерео сигнал позначається як F8E, а не D8E), 2 це цифра, яка позначає тип модулюючого сигналу основного носія, 3 це літера, яка відповідає типу інформації, що передається, 4 це літера, що позначає практичні деталі інформації, і 5 це літера, що повідомляє про метод мультиплексування.  Поля 4 і 5 не є обов’язковими.
Ця система позначення була прийнята в 1979 р на "Всесвітній адміністративній конференції радіозв'язку" (WARC 79), і вступила в дію як правила регуляції радіозв’язку 1 січня 1982 р. Схожа система позначень використовувалася до того.

## Характеристики

### Смуга пропускання
Смуга пропускання (вищезгадане BBBB) позначається чотирма символами: трьома цифрами і однією літерою. Літера займає позицію, яка зазвичай використовується як десяткова точка, і позначає одиниці вимірювання частоти в якій задається пропускна смуга. Літера H позначає Герци, K позначає кілогерци, M позначає мегагерци, і G позначає гігагерци. Наприклад, "500H" означає 500 Гц, а "2M50" означає 2.5 МГц. Першим символом повинна бути цифра від 1 до 9; він не може бути цифрою 0 або літерою.

### Види модуляції
| Позначення | Опис                                                                               |
| ---------- | ---------------------------------------------------------------------------------- |
| N          | Немодульований носій                                                               |
| A          | Амплітудна модуляція з подвійною бічною смугою (наприклад, AM радіомовлення)       |
| H          | Односмугова модуляція з повним носієм (наприклад, що використовується в CHU)       |
| R          | Односмугова модуляція з зниженою або змінною несучою                               |
| J          | Односмугова модуляція з пригніченою несучою (короткі хвилі)                        |
| B          | Незалежні бічні смуги (дві бічні смуги, що містять різний сигнал)                  |
| C          | Односмугова модуляція з пригніченою бічною смугою (формат NTSC)                    |
| F          | Частотна модуляція (FM радіо)                                                      |
| G          | Фазова модуляція                                                                   |
| D          | Поєднання AM і FM або PM                                                           |
| P          | Послідовність імпульсів без модуляції                                              |
| K          | Амплітудно-імпульсна модуляція                                                     |
| L          | Широтно-імпульсна модуляція                                                        |
| M          | Фазово-імпульсна модуляція                                                         |
| Q          | Послідовність імпульсної, фазової або частотної модуляції в межах кожного імпульсу |
| V          | Поєднання методів імпульсної модуляції                                             |
| W          | Поєднання з будь-яких вищезгаданих видів                                           |
| X          | Жоден з вищевказаних                                                               |

### Види модулюючих сигналів
| Позначення | Опис                                                                     |
| ---------- | ------------------------------------------------------------------------ |
| 0          | Немає модулюючого сигналу                                                |
| 1          | Один канал, що містить цифрову інформацію, немає бічної смуги            |
| 2          | Один канал, що містить цифрову інформацію, із використанням бічної смуги |
| 3          | Один канал, що містить аналогову інформацію                              |
| 7          | Більш ніж один канал містить цифрову інформацію                          |
| 8          | Більш ніж один канал містить аналогову інформацію                        |
| 9          | Поєднання аналогових і цифрових каналів                                  |
| X          | Жоден з вищевказаних                                                     |

Види 4 і 5 були вилучені згідно з правилами регулювання радіо в 1982 році. В попередніх версіях вони задавали сигнали факсимільного зв'язку та відео відповідно.

### Типи інформації, що передається
| Позначення | Опис                                                                                           |
| ---------- | ---------------------------------------------------------------------------------------------- |
| N          | Немає передаваємої інформації                                                                  |
| A          | Аудіо-телеграфія, призначена для декодування на слух, за прикладом коду Морзе                  |
| B          | Електронне телеграфування, призначене для декодування машиною (радіотелетайп і цифрові режими) |
| C          | Факсиміле (нерухомі зображення)                                                                |
| D          | Передавання даних, телеметрія або телекоманди (дистанційне керування)                          |
| E          | Телефонія (голос або музика, призначені для прослуховування людиною)                           |
| F          | Відео (телевізійні сигнали)                                                                    |
| W          | Комбінація будь-яких із вищевказаних                                                           |
| X          | Жодна із вищевказаних                                                                          |